# Янишин, Николай Александрович
Николай Александрович Янишин (укр. Микола Олександрович Янишин; 15 марта 1986, Гнивань — 5 мая 2022, Дроновка) — украинский военнослужащий, главный сержант, участник российско-украинской войны. Герой Украины (2023, посмертно).

## Биография
Родился 15 марта 1986 года в городе Гнивань, Винницкая область. Получил профессиональное образование, служил срочную службу в Вооружённых силах Украины. С 2016 года проходил службу в 30-й отдельной механизированной бригаде имени князя Костянтина Острожского. Принимал участие в АТО на Донбассе, а с 2022 года — в полномасштабной войне против России.
5 мая 2022 года, в районе села Дроновка Донецкой области, во время боя он пытался эвакуировать экипаж подбитого танка и погиб под обстрелом. Ему было 36 лет. Похоронен в селе Шендеров Винницкой области.

## Награды
- Звание «Герой Украины» с удостоением ордена «Золотая Звезда» (8 июля 2023, посмертно) — за личное мужество и героизм, проявленные в защите государственного суверенитета и территориальной целостности Украины, верность военной присяге[1].